# Mã Phương
Mã Phương (chữ Hán: 马芳, 1518 – 1581) là tướng lãnh nhà Minh trong lịch sử Trung Quốc. Thưở niên thiếu, ông bị bắt cóc làm nô lệ của người Mông Cổ, về sau là tướng lãnh kháng Mông nổi tiếng vào trung kỳ đời Minh, phục vụ 3 thế hệ hoàng đế: Gia Tĩnh, Long Khánh, Vạn Lịch.

## Xuất thân
Phương tự Đức Hinh, hiệu Lan Khê, người Uất Châu, Sơn Tây . Phương sanh ngày 15 tháng 5 ÂL năm Chánh Đức thứ 12 (1518). Lên 10 hoặc 11 tuổi , Phương bị mẹ kế ngược đãi nên chạy khỏi nhà, bị người Mông Cổ bắt đi. Phương không tỏ ra sợ hãi, khiến người Mông Cổ lấy làm lạ, không sát hại mà sai ông chăn ngựa. Phương riêng lấy gỗ mềm làm cung, gọt tên để bắn. A Lặc Thản hãn (Altan Khan) Yêm Đáp đi săn, cọp đến trước mặt ông ta gầm lên, bị Phương bắn một phát chết ngay. Yêm Đáp bèn trao cho Phương cung tên tốt, ngựa giỏi, để ông hầu hạ bên cạnh.
Phương giả vờ chịu sai bảo, 12 năm sau, lựa dịp theo Yêm Đáp săn bắn ở ngoại vi Đại Đồng, tìm đường tắt trốn về, được quan giữ Đại Đồng là Chu Thượng Văn thu nhận. Phương được trọng dụng, thự làm đội trưởng. Phương nhiều lần lập công, đáng được nhận quan chức, nhưng ông cho rằng nhà nghèo, bèn nhận thưởng để phụng dưỡng cha già.

## Sự nghiệp
Mùa thu năm Gia Tĩnh thứ 29 (1550), quân Mông Cổ từ Cổ Bắc khẩu thâm nhập, xâm phạm Hoài Nhu, Thuận Nghĩa, Phương chém được tướng địch, được thụ chức Dương Hòa vệ Tả sở Tiểu kỳ. Người Mông Cổ tiếp tục xâm phạm Uy Viễn thuộc Sơn Tây, giấu kỵ binh ở Diêm Tràng, lấy 20 kỵ sĩ khiêu chiến. Phương biết địch lừa dối, dùng trăm kỵ binh xông vào chỗ mai phục, chia tinh nhuệ của Mông Cổ làm ba, lần lượt tấn công. Phương hăng hái vẫy vùng, buộc kỵ binh Mông Cổ lùi lại 10 dặm, chém được 90 thủ cấp. Sau đó Phương lại ngăn địch ở Tân Bình bảo. Quân Mông Cổ tấn công Dã Mã xuyên, đôi bên giao chiến cả ngày. Phương đoán địch sắp chạy, bèn đón đánh, chém giết rất nhiều. Mọi người đang vui mừng, Phương vội giục ngựa bước ra nói: "Giặc đến đấy." Phương thúc quân Minh về giữ nơi hiểm yếu, tự mình đoạn hậu. Ít lâu sau, quân Mông Cổ quả nhiên đến, Phương ra sức chiến đấu, đẩy lui được. Tiếp đó Phương chiến đấu ở Nê Hà, đại phá địch. Ban đầu Phương được ban mũ, đai và 1 bộ quần áo, ít lâu sau được thụ chức Thí bách hộ, rồi thăng làm Chỉ huy thiêm sự ở bản vệ. Sau đó Phương chiến đấu ở Dương Quyển Câu (ngòi), Trầm Trì (ao), Sơn Hà Kiều (cầu), Lưu Gia Chủy (mỏm), Bạch Thảo Câu, An Gia Đồn Cáp Tử Đường (núi phẳng), Tẩy Mã Lâm (rừng); đều có công lớn nhất, lần lượt được thăng làm Đại Đồng Trấn Xuyên bảo Thủ bị, bản vệ Chỉ huy đồng tri, Thự Đô chỉ huy thiêm sự, sung chức Tuyên Phủ Du kích tướng quân, luận công lại được thăng thêm 1 cấp. Quân Mông Cổ xâm phạm Long Môn, Ma Dục Khẩu, Bảo An, Phương chém giết rất nhiều, được thăng thật thụ 2 cấp, ít lâu sau được thăng làm Tả tham tướng, chia giữ tây lộ của Tuyên Phủ. Sau đó Phương thất bại ở Trấn Sơn Đôn (ụ), chịu đoạt bổng; tiếp đó chiến đấu ở Phổ Gia Lương, lập công lớn nhất, được điều chia giữ đông lộ, tiến 2 trật, làm Hữu đô đốc; rồi chiến đấu ở Mã Đạo Sơn, Sóc Châu, Mã Đầu Sơn, Cô Sơn, đều có công lớn nhất, luôn trùm ba quân, nên luận công được tiến làm Tả đô đốc, ban Mãng bào. Tỳ tướng đời Minh được gia hàm Tả đô đốc, bắt đầu từ Phương.
Người Mông Cổ xâm phạm Bảo Phong Sơn thuộc Ứng Châu, tây lộ của Vạn Toàn thuộc Sóc Châu, Thủy Ma Khẩu thuộc Thiên Thành, Phương giết địch rất nhiều. Năm thứ 36 (1557), Trát Tát Khắc Đồ hãn (Tumen Zasagt Khan) Đồ Môn (sử cũ quen gọi Thổ Man) xâm phạm Kế Trấn, Phương được cất nhắc làm Phó tổng binh ở đấy, chia giữ Kiến Xương. Đồ Môn xua 10 vạn kỵ binh tấn công Giới Lĩnh Khẩu, Phương cùng Tổng binh quan Âu Dương An chém vài mươi thủ cấp, bắt bọn kiêu kỵ Mãnh Khắc Thỏ 6 người. Người Mông Cổ không biết Phương ở đấy, ông bèn cởi mũ cho họ trông thấy, khiến địch kinh hãi kêu lên: "Mã thái sư đấy!" rồi lui chạy. Nghe tin chiến thắng, triều đình cho 1 con trai của Phương ấm làm Tổng kỳ. Ít lâu sau, bọn Đài cát Tân Ái, Bả Đô Nhi đem đại quân xâm nhập, giày xéo Tuân Hóa, Ngọc Điền; Phương đuổi đánh địch ở Kim Sơn Tự, Nha Hồng Kiều, giết địch rất nhiều, đuổi người Mông Cổ ra khỏi biên thùy. Nhưng châu huyện chịu nhiều tàn hại, tổng đốc Vương Dự trở xuống đều bị bắt tội, Phương cũng chịu giáng 2 cấp, biếm làm Đô đốc thiêm sự. Năm thứ 38 (1559), bọn Tân Ái xâm phạm Tuyên Phủ, Phương được dời đi giữ Tuyên Phủ. Đại quân Mông Cổ vào Sơn Tây, Phương ngày đêm đi 150 dặm, đuổi kịp địch, giao chiến 7 trận ở Tẩy Mã Lâm, Hãn Châu, Bình Lỗ, Uy Viễn, Thiên Thành, Hoài Lai, Duyên Khánh, đều giành chiến thắng, xét công lớn nhất, được thăng 2 cấp, ban đồng bạc (ngân tệ), phục nguyên hàm Tả đô đốc.
Năm thứ 39 (1560), Phương nhờ nhiều lần lập công, được bái làm Tổng binh quan, đeo ấn tướng quân, trấn thủ Tuyên Phủ. Quân Mông Cổ xâm phạm Thông Châu, Phương quay về bảo vệ, nhận lệnh che chắn kinh sư. Quân Mông Cổ lui, Phương được tái tiến 1 trật. Ít lâu sau Phương cùng tổng binh Lưu Hán ra Bắc Sa Than, lật nhào sào huyệt của địch. Nhưng người Mông Cổ lại thâm nhập, Phương nhận lệnh đeo tội để chiến đấu. Tháng 7 ÂL năm thứ 45 (1566), Tân Ái đem 10 vạn kỵ binh xâm nhập tây lộ, phương đón đánh ở Mã Liên Bảo. Tòa bảo này đổ nát, mọi người xin củng cố, Phương không nghe. Mọi người xin lên đài quan sát, Phương cũng không cho. Phương mở cả 4 cửa, xếp cờ trống, lặng lẽ như chốn không người. Về chiều, người Mông Cổ đốt đuốc sáng rực như ban ngày, hò reo đến sáng. Phương nằm cả ngày không dậy. Kỵ binh Mông Cổ dò xét liên tục, chẳng nắm được gì. Hôm sau, Phương đứng bật dậy, trèo lên thành, nói với mọi người: "Quân địch phần nhiều nhớ nhà, sắp chạy rồi." Phương xua binh đuổi đánh, đại phá địch. Trong 8 năm cuối thời Gia Tĩnh, Phương nhiều lần giao chiến với người Mông Cổ, giành hơn 20 chiến thắng.
Đầu thời Long Khánh, có kẻ bày mưu cho Tân Ái: đem 5 vạn kỵ binh xâm phạm Úy Châu, dụ Phương ra, rồi đem 5 vạn kỵ binh tập kích thành Tuyên Phủ, thì có thể thành công. Phương sớm chặt cây rào quanh thành, lính Mông Cổ không thể trèo lên, đành giải vây bỏ đi. Ít lâu sau, Phương soái bọn tham tướng Lưu Đàm ra ngoài Độc Thạch Tái 200 dặm, tập kích doanh trướng của người Mông Cổ ở Trường Thủy Hải. Quân Minh về đến Độc Thạch Tái, bị quân Mông Cổ đuổi kịp ở An Tử Sơn; Phương nghênh chiến, đánh cho địch đại bại, được ban áo thêu Phi ngư, cho 1 con trai ấm làm Chánh thiên hộ. Bấy giờ Đại Đồng bị người Mông Cổ cướp bóc, còn Tuyên Phủ thì vô sự. Tổng đốc Trần Kỳ Học sợ địch quấy nhiễu Kỳ Phụ, điều binh giữ Tử Kinh Quan, buông thả cho người Mông Cổ hoành hành trong khoảng Hoài Nhân, Sơn Âm, nên chịu biếm 3 trật. Năm Long Khánh thứ 4 (1570), Phương được điều làm Đại Đồng tổng binh. Yêm Đáp tấn công Uy Viễn, gần phá được thành, gặp lúc Kỳ Học soái bọn Hồ Trấn đi cứu, mà cánh quân của Phương cũng đến; đôi bên giằng co hơn 10 ngày thì quân Mông Cổ rút lui. Phương nói với chư tướng rằng: "Đại Đồng không so được với Tuyên Phủ, địch cách ta chỉ 1 bức tường mà thôi. Giặc muốn đến thì đến, chẳng bị đau nặng thì không thôi đâu." Phương bèn đem binh ra Hữu vệ, giao chiến tại Uy Ninh Hải Tử, đại phá địch. Phương có can đảm và mưu trí, am hiểu tình hình của người Mông Cổ, luôn đi đầu sĩ tốt. Trong năm Phương vài lần ra quân tấn công sào huyệt địch, hoặc tự mình đốc chiến, hoặc sai phái bì tướng. Phương nuôi những đứa trẻ khỏe mạnh trong nhà, khiến họ liều chết mà chiến đấu. Phương từng lệnh cho 30 người ra khỏi biên cương 400 dặm, chém giết rất nhiều, khiến người Mông Cổ chấn động. Phương bèn đem quân đến Đại Tùng Lâm, đứng ở Hưng Hòa Vệ cũ, trèo lên đài cao, diễu binh rồi về. Năm thứ 5 (1571), hai nước ký kết hòa ước, biên cương trở nên vô sự. Sau vài năm, Phương chiêu hàng hơn vạn người, đáng được thăng 1 cấp; sở tư cho rằng quan giai của ông đã trọn, khó tiến trật nữa, nên gia cấp cho ấm chức của con trai.
Năm Vạn Lịch đầu tiên (1573), Duyệt thị thị lang Ngô Bách Bằng tố cáo Phương mưu lợi bất chánh, khiến ông chịu nhàn trụ. Năm thứ 3 (1575), Phương được khởi làm Tiền quân Đô đốc phủ Thiêm thư. Yêm Đáp gây hấn, đánh tiếng muốn thay đổi hòa ước; năm thứ 6 (1578), Phương được khởi dùng làm Tuyên Phủ tổng binh. Năm thứ 7 (1579), Phương phát bệnh nên xin về.
Ngày 18 tháng 2 ÂL năm thứ 9 (1581), Phương mất, hưởng thọ 64 tuổi. Ngày 24 tháng 12 ÂL cùng năm, Phương được chôn cất ở Long Hổ Nhai, phía tây thành Uất Châu.

## Đánh giá
Phương gia nhập quân đội, hơn 10 năm làm đến đại soái. Phương chiến đấu ở Thiện Phòng Bảo, Sóc Châu, Đăng Ưng Sào, Cáp Tử Đường, Long Môn, Vạn Toàn hữu vệ, Đông Lĩnh, Cô Sơn, Thổ Mộc, Kiền Trang, Xóa Đạo, Trương Gia Bảo, Đắc Thắng Bảo, Đại Sa Than, lớn nhỏ khoảng 110 trận, mình chịu vài mươi vết thương, quen lấy ít đánh nhiều mà luôn giành được đại thắng. Phương chống giặc ở 2 trấn (Tuyên Phủ, Đại Đồng), đem theo thủ hạ thân tín vài mươi người, giết địch không đếm xuể, bắt tù binh và gia súc kể đến hàng vạn, oai danh chấn động biên thùy, là danh tướng một thời.
Phương tính thâm trầm, quả quyết nhưng ít nói, sức mạnh hơn người, giỏi cưỡi ngựa bắn cung, ra trận luôn đi đầu tướng sĩ. Tuy Phương chất phác ít học, nhưng nhiều mưu kế, am hiểu việc binh, phủ dụ sĩ tốt có ơn tín, khiến họ liều chết xông pha chiến đấu, nên đánh đâu thắng đấy. Phương lại biết giữ gìn liêm khiết, là tướng tài hiếm có đời Minh. Thành Thạch Châu thất thủ, phó tướng Điền Thế Uy, tham tướng Lưu Bảo bị luận tội chết, Phương xin lấy ấm chức của con mình để chuộc tội cho 2 tướng, bị ngự sử đàn hặc, triều đình ban sắc răn dụ. Về sau Thế Uy lại được làm tướng, đối đãi với Phương bạc bẽo; ông không tranh chấp với hắn ta, được người hiểu biết phần nhiều khen ngợi.

## Gia đình
Các đời cụ Huấn, ông Giám, cha Văn Thông nhờ Phương hiển quý mà đều được tặng làm Đặc tiến Vinh lộc đại phu Tả đô đốc. Mẹ là Ngụy thị được tặng làm Nhất phẩm phu nhân.
Nguyên phối Sư thị được phong Nhất phẩm phu nhân, vợ sau là Kỳ thị, Vương thị. Sư thị sanh Mã Đống, được làm đến Úy Châu thủ bị, giai Đô đốc. Kỳ thị sanh Mã Xuân, được làm đến Vệ chỉ huy. Vương thị sanh Mã Lâm, được làm đến Tổng binh. Lâm chỉ huy Bắc lộ quân trong trận Tát Nhĩ Hử, thua chạy về Khai Nguyên, rồi tử chiến ở đấy. Cố sự được chép phụ vào liệt truyện của cha.
Lâm có 5 con trai: Nhiên, Dập, Quýnh, Hoảng, Biểu. Nhiên, Dập mất trong trận Tát Nhĩ Hử. Quýnh được làm đến Tổng binh. Hoảng được làm đến Tổng binh, Biểu được làm đến Miện Dương Châu đồng tri, đều mất về tay nghĩa quân nông dân.
Gia đình Phương 3 đời làm tướng, con và cháu đều mất vì quốc nạn.